# Guildford Four en Maguire Seven
De Guildford Four (=De Vier van Guildford) was een viertal mensen dat jarenlang ten onrechte heeft vastgezeten voor de terroristische aanslagen in twee pubs in Guildford, een stad te zuiden van Londen. Hun veroordeling in oktober 1975 werd nietig verklaard in 1989 toen bekend werd dat de politie met het bewijs gesjoemeld had. De Guildford Four waren Paul Hill, Gerard 'Gerry' Conlon, Patrick 'Paddy' Armstrong en Carole Richardson.

## Aanslag
De aanslagen op de pubs in Guildford, of "Guildford pub bombings" zoals ze in Engeland genoemd worden, vonden plaats op 5 oktober 1974. De Provisional IRA plaatste in twee pubs, de "Horse and Groom" en de "Seven Stars", een tijdbom. Beide pubs worden veel bezocht door soldaten buiten hun diensttijd. Er stierven vier soldaten en een burger en 65 mensen raakten gewond.

## Historische context
De zaak speelde in 1974, een tijd waarin Engeland beroerd werd door de grootschalige campagne van bomaanslagen van de Irish Republican Army. Vooral pubs waren het doelwit en in het bijzonder pubs waar Britse militairen kwamen. Door de vele aanslagen in korte tijd, waarbij ook onder burgers veel slachtoffers vielen, stak er een spontaan anti-Iers sentiment de kop op door heel Engeland. Dit sentiment kwam ook in de politiek tot uiting. Toenmalig Minister van Binnenlandse Zaken Roy Jenkins kwam met de "Prevention of Terrorism Act" (PTA), die met een ongeziene snelheid door beide kamers (House of Lords en House of Commons) werd geloodst. De wet trad in werking op 29 november 1974 als de Prevention of Terrorism (Temporary Provisions) Act (PTA).
Door deze wet werd het lid zijn van of het steunen van de IRA verboden en beschouwd als een misdaad. Ook gaf de wet de politie verregaande bevoegdheden om burgers binnen het Verenigd Koninkrijk die verdacht waren van deze feiten zonder meer te arresteren. Hier was geen bewijs voor nodig. De politie kon een verdachte 48 uur gevangenhouden en daarna deze inhechtenisneming nog verlengen met maximaal vijf dagen. Dit was strijdig met de uit de 17e eeuw stammende Habeas Corpus Act, die stelt dat gevangenneming slechts mag volgen op gerechtelijk bevel en dat binnen een zekere termijn de beschuldigde van de aanklacht in kennis moet worden gesteld. De nieuwe wet werd binnen 24 uur in de praktijk gebracht met de arrestatie van Paul Hill en Gerard (Gerry) Conlon, gevolgd door nog meer arrestaties. Dit allemaal naar aanleiding van de "Guildford bombing" - de bomaanslag op een pub in Guildford.

## Voorgeschiedenis van de Guildford Four
Paul Michael Hill, geboren en getogen in West-Belfast, was de oudste uit een gezin van vijf kinderen. Zijn ouders hadden een ongelukkig huwelijk en vormden een religieus gemengd echtpaar. Hij kwam naar Londen in de zomer van 1974, waar hij een baan op een bouwplaats vond. Een maand na de aanslag werd hij door de politie gearresteerd. Hij beweerde die nacht bij zijn vriendin in Southampton te zijn geweest. Gerard Conlon verliet eveneens in 1974 zijn geboorteplaats Belfast om in Londen een ander leven op te bouwen, evenals Patrick Armstrong. Carole Richardson, een Engelse, leefden samen met Armstrong in een kraakpand. Ze waren betrokken bij drugs en kleinschalige misdrijven.

## Arrestatie en rechtszaak
De roep van de bevolking om "gerechtigheid" en "wraak" zorgde ervoor dat de PTA tot stand kon komen en er zulke snelle stappen genomen konden worden tegen mogelijke verdachten.

### Guildford Four
De Guildford Four werden gearresteerd in november 1974. Eerst werd Paul Hill opgepakt. Tijdens de verhoren noemde Hill de naam van Gerry Conlon, en die werd een maand later van zijn bed gelicht. Naast Hill en Conlon werden ook nog Patrick (Paddy) Armstrong en Caroline Richardson opgepakt als de vier hoofdverdachten in de "Guildford bombing". Deze vier werden later bekend als de "Guildford Four". De verdachten bekenden alle vier verantwoordelijk te zijn voor de bomaanslag en werden na een rechtszaak voor moord veroordeeld tot gevangenisstraffen variërend van 30 jaar tot levenslang. Hoewel alle verdachten tijdens de rechtszaak hun bekentenis introkken en beweerden zowel fysiek als mentaal door de politie te zijn mishandeld, kregen zij hun straffen toch opgelegd.
In zijn uitspraak bij de strafbepaling uitte rechter Mr. Justice John Donaldson zelfs spijt dat het viertal niet voor landverraad was berecht, waar destijds nog de doodstraf op stond.

### Maguire Seven
Op 3 december 1974 deed de politie een inval in het huis van de Maguire-familie en er werden zeven mensen opgepakt. Ze werden valselijk beschuldigd van het fabriceren en leveren van bommen voor aanslagen van de Provisional IRA. Dit als gevolg van een zogenaamde bekentenis van twee van de Guildford Four dat er explosieven in het huis zouden zijn. Uit forensisch onderzoek bleek dat er geen explosieven in het huis waren. Wel werden er bij op een na bij alle mannelijke familieleden en op de handschoenen van mevrouw Maguire via TLC sporen van glyceryltrinitraat gevonden, maar wel in verwaarloosbaar kleine hoeveelheden.

#### Veroordeling
De verdachten werden onder rechter Donaldson op 4 maart 1976 schuldig bevonden en kregen de volgende straffen.
| Naam                                    | Leeftijd | Straf   |
| --------------------------------------- | -------- | ------- |
| Annie Maguire                           | 40       | 14 jaar |
| Patrick (man)                           | 42       | 14 jaar |
| Patrick (zoon)                          | 14       | 4 jaar  |
| Vincent (zoon)                          | 17       | 5 jaar  |
| William Smyth                           | 37       | 12 jaar |
| Patrick O'Neill (vriend van de familie) | 35       | 12 jaar |
| Giuseppe Conlon (zwager)                | 52       | 12 jaar |

Conlon was naar Engeland gereisd om zijn zoon Gerard Gerry te helpen, die valselijk was beschuldigd van de "Guildford pub bombing".

## Beroepen
Alle vier gingen direct na hun veroordeling zonder succes in hoger beroep. Desondanks groeide het aantal groepen dat zich voor de vier inzette, waardoor het dossier weer geopend werd. In 1986 publiceerde Robert Kee, een Brits schrijver, het 300 pagina's tellende boek Trial & Error: the Maguires, the Guildford pub bombings and British justice, waarin hij de zaak bespreekt.
De vier probeerden tevens zonder succes een beroep aan te tekenen onder sectie 17 van de Criminal Appeal Act 1968, die later herroepen was. In 1987 gaf het Ministerie van Binnenlandse Zaken een memorandum uit waarin werd toegegeven dat het onwaarschijnlijk was dat de vier terroristen waren, maar waarin tevens werd gesteld dat er niet voldoende bewijs was voor een hoger beroep.

### Nieuw bewijs
In 1989 vond een detective die de zaak onderzocht getypte notities van Patrick Armstrongs verhoren die erg waren bewerkt. Er waren dingen verwijderd en toegevoegd en de notities bleken geherorganiseerd. Deze gewijzigde aantekeningen waren gelijk aan de handgeschreven notities die werden gepresenteerd in de rechtszaal, wat bewees dat de handgeschreven notities waren gemaakt ná de verhoren. De implicatie hiervan was dat de politie de aantekeningen had gemanipuleerd zodat ze zouden passen in het profiel van de daders dat ze wilden presenteren.
Toestemming voor hoger beroep werd op basis van dit nieuwe bewijsmateriaal verleend. Lord Gifford QC vertegenwoordigde Paul Hill en de anderen werden vertegenwoordigd door de mensenrechtenadvocaat-procureur Gareth Peirce. De Lord Chief Justice (= opperrechter) Lord Lane zei dat de politie:
- ofwel de aantekeningen compleet heeft gefabriceerd dan wel dusdanig gewijzigd zodat ze geschikt waren als bewijs en daarna handgeschreven aantekeningen heeft gemaakt die eruitzien alsof ze ten tijde van de ondervraging zijn gemaakt;
- ofwel is begonnen met het maken van aantekeningen tijdens de verhoren, ze heeft overgeschreven en verbeterd om beter leesbaar te maken en daarna heeft veranderd naar handgeschreven notities.

Hoe dan ook, de politie had gelogen. De conclusie was dat als ze hierover hadden gelogen het gehele bewijs misleidend zou zijn. De vier werden derhalve op 19 oktober 1989 vrijgelaten, nadat hun veroordeling vernietigd was.
Paul Hill was ook veroordeeld voor de moord op de Britse soldaat Brian Shaw. Hij had een bekentenis afgelegd voor deze misdaad terwijl hij in hechtenis was van de politie van Surrey. Hij werd op borgtocht vrijgelaten in afwachting van zijn beroep tegen zijn veroordeling. In 1994 werd hij in Belfast vrijgesproken van de moord op Shaw.

#### Maguire Seven
De Maguire Seven, bestaande uit verscheidene familieleden van Gerry Conlon onder wie zijn vader, tante en neven, waren ook veroordeeld in dezelfde zaak, hoofdzakelijk voor het bezit van explosieven. Giuseppe Conlon stierf op 23 januari 1980 in gevangenschap na jaren van longproblemen.

## Nasleep
Nadat de vier waren vrijgesproken werd Sir John May door de Britse regering aangesteld om de gerechtelijke dwalingen te onderzoeken in zowel de zaak van de Guildford Four als die van de gerelateerde zaak van de Maguire Seven. Zijn onderzoek zou uiteindelijk leiden tot de "Royal Commission on Criminal Justice". Deze zou later leiden tot de oprichting van de "Criminal Cases Review Commission".
Er werd niemand veroordeeld of gestraft, noch voor de aanslag noch voor de onrechtmatige gevangenschap van de vier. Drie Britse agenten werden aangeklaagd, maar ieder werd vrijgesproken.

### Publiek excuus
Op 9 februari 2005 verontschuldigde Prime Minister Tony Blair zich, 30 jaar na dato, aan de elf mensen die jarenlang onterecht hadden vastgezeten voor de aanslagen in Guildford en Woolwich, en aan hun families:
I am very sorry that they were subject to such an ordeal and injustice (…) they deserve to be completely and publicly exonerated.
Het spijt me zeer dat zij het slachtoffer zijn geworden van zulk onrecht (...) zij verdienen volledig en publiekelijk te worden gezuiverd van alle aantijgingen.

## In the Name of the Father
Van Gerry Conlons autobiografie "Proved Innocent" werd een filmbewerking gemaakt getiteld In the Name of the Father.